# カニクサ
カニクサ（蟹草、学名：Lygodium japonicum (Thumb.) Sw.）は、シダ植物門カニクサ科に属するシダである。別名をツルシノブ、シャミセンヅル。

## 特徴
カニクサは、シダ類では珍しい巻き付く形のつる植物である。別名のツルシノブはこれに由来する。
長くのぼる蔓は、実は1枚の葉である。本当の茎は地下にあり、横に這い、先端から一枚の葉を地上に伸ばす。株が小さいうちは葉は短く、次第に長い葉を出すようになり、長いものは2mを越える。葉は日本では冬に枯れる場合が多いが、より温暖な地域では枯れずに残る。
主軸沿いに間隔を開けて羽片が左右にほぼ対をなして出る。小葉には胞子のつくものとつかないものの分化が見られ、羽片ごとに胞子葉と栄養葉が分かれているような感じである。ただし中間的なものも交じる。胞子のつく羽片は主軸上にまとまって生じる傾向がある。羽片は一回羽状かすこし二回羽状になる。胞子をつけない羽片では、小羽片は細長い三角形で、根元側から左右に少し大きい突出部を出すこともある。胞子をつける羽片の小羽片はずっと丸くて三角形で、周囲から胞子形成部が短い棒状の感じで突き出る。この突き出した部分の下面に、胞子のうの列が左右二列に配置する。

## 分布

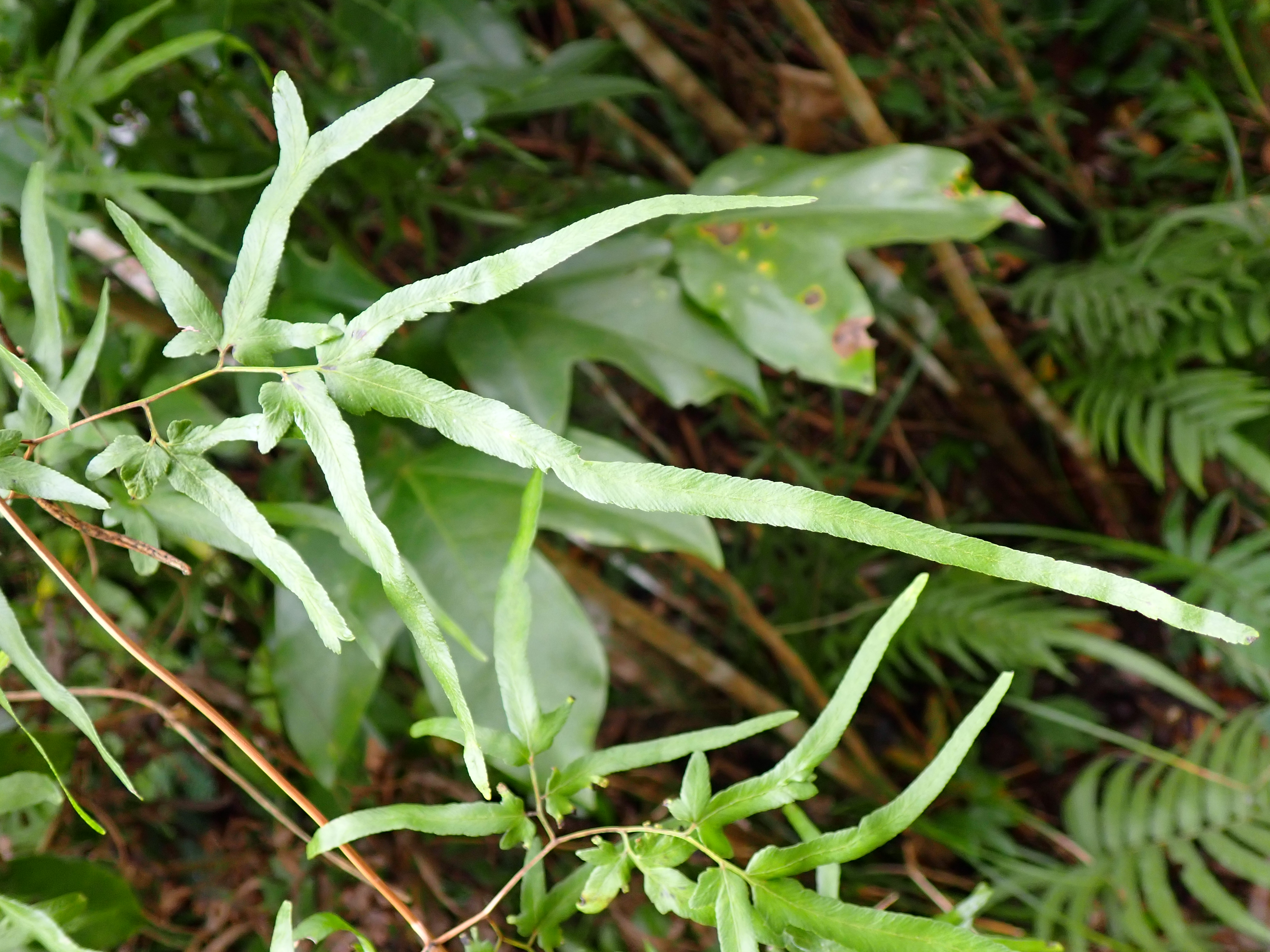
ナガバカニクサの長い小羽片（2025年2月 沖縄県石垣市 バンナ公園）

日本中部以南、琉球列島から、東アジア、東南アジアを経てオセアニアに渡る、広い分布域を持つ。琉球列島のものは小葉が細長く伸びることから変種のナガバカニクサ(var. microstachyum (Desv.) C.Cr. et Tard.)として分けることもある。なお、北アメリカに帰化しており、よく繁殖してやっかい者になっているとのこと。
本州中部以南に分布し、道端にも出現する。ごく乾燥したところにもよく生育し、日向にも出てくる。雑草的な性格が強い。
名前の由来は蟹草で、子供が蟹を釣るのに使ったことがあるのに由来すると言う。また、蔓を使ってカゴを編んだりする利用もある。利尿薬として用いられることもある。

## 構造について
長いつるを出して他物に巻き付いて登り、羽状に分かれた葉をつけるように見えるが、実はこのつるは茎ではなく、本当の茎は地下にある。蔓になっているのは、実は一枚の葉である。したがって、つるに見えるのは葉の主軸で、横に出る葉は羽片にすぎない。しかしながら、この葉の先端が無限成長するようになっており、その点では茎と同じ機能を持つ。同様に葉が無限成長する例はウラジロ属にもある。

## 近縁種
同属のものは熱帯を中心に約四十種が知られる。日本にはもう一種、イリオモテシャミセンヅル(L. microphyllum (Cav.) R.Br.)が八重山諸島に産する。日当たりのよい林縁などに見られ、高さは数mになる。小羽片が三角を帯びた楕円形で、先端が丸い。また、葉の質がより厚くて硬く、光沢があってなかなか美しい。